# Wilhelm Braune
Pour les articles homonymes, voir Braune.
Wilhelm Braune, né le 20 février 1850 à Großthiemig (province de Brandebourg) et mort le 10 novembre 1926 à Heidelberg (Allemagne), est un philologue, germaniste et philosophe allemand.

## Publications
- Gotische Grammatik. Mit Lesestücken und Wörterverzeichnis, Halle : M. Niemeyer, 1880.
  - trad. anglaise : A Gothic grammar with selections for reading and a glossary[1], de Gerhard Hubert Balg. New York : Westermann & Company, 1883.